# Награди „Оскар“ (84-та церемония)
Осемдесет и четвъртата церемония по връчване на филмовите награди „Оскар“ се провежда на 26 февруари 2012 г. в Кодак Тиътър в американския град Лос Анджелис. Номинациите са обявени на 24 януари същата година.
Първоначално за водещ на наградите е определен Еди Мърфи, но след като Брет Ратнър се отказва да продуцира шоуто заради гей коментари по отношение на репетицията, Мърфи също решава да се оттегли. В крайна сметка Били Кристъл за рекорден девети път води церемонията, а продуцент е Брайън Грейзър.

## Награди
| Най-добър филм | Най-добър режисьор |
| --- | --- |
| - Артистът - Потомците - Ужасно силно и адски близо - Южнячки - Изобретението на Хюго - Полунощ в Париж - Кешбол - Дървото на живота - Боен кон               | - Мишел Азанависиюс – Артистът - Уди Алън – Полунощ в Париж - Терънс Малик – Дървото на живота - Александър Пейн – Потомците - Мартин Скорсезе – Изобретението на Хюго                                                                                  |
| Най-добра мъжка роля | Най-добра женска роля |
| - Жан Дюжарден – Артистът - Демян Бичир – По-добър живот - Джордж Клуни – Потомците - Гари Олдман – Дама, поп, асо, шпионин - Брад Пит – Кешбол               | - Мерил Стрийп – Желязната лейди - Глен Клоуз – Албърт Нобс - Вайола Дейвис – Южнячки - Руни Мара – Мъжете, които мразеха жените - Мишел Уилямс – Моята седмица с Мерилин                                                                               |
| Най-добра поддържаща мъжка роля | Най-добра поддържаща женска роля |
| - Кристофър Плъмър – Новаци - Кенет Брана – Моята седмица с Мерилин - Джона Хил – Кешбол - Ник Нолти – Warrior - Макс фон Сюдов – Ужасно силно и адски близо  | - Октавия Спенсър – Южнячки - Беренис Бежо – Артистът - Джесика Частейн – Южнячки - Мелиса Маккарти – Шаферки - Джанет Мактиър – Албърт Нобс |
| Най-добър оригинален сценарий | Най-добър адаптиран сценарий |
| - Полунощ в Париж – Уди Алън - Артистът – Мишел Азанависиюс - Шаферки – Кристен Уиг и Ани Мумоло - Предел на риска – Джей Си Чандър - Раздяла – Асгар Фархади | - Потомците – Александър Пейн, Нат Факсън, Джим Раш - Изобретението на Хюго – Джон Логан - Маската на властта – Джордж Клуни, Грант Хеслов, Бо Уилимон - Кешбол – Стивън Зейлиън, Арън Соркин - Дама, поп, асо, шпионин – Бриджет О'Конър, Питър Строън |
| Най-добра анимация | Най-добър чуждоезичен филм |
| - Ранго - A Cat in Paris - Чико и Рита - Кунг-фу панда 2 - Котаракът в чизми                                                                                  | - Раздяла (Иран) - Твърдоглавецът (Белгия) - Footnote (Израел) - In Darkness (Полша) - Monsieur Lazhar (Канада) |

## Множество номинации
| Заглавие на български                        | Оригинално заглавие                           | Номинации | Награди |
| -------------------------------------------- | --------------------------------------------- | --------- | ------- |
| Изобретението на Хюго                        | Hugo                                          | 11        | 5       |
| Артистът                                     | The Artist                                    | 10        | 5       |
| Кешбол                                       | Moneyball                                     | 6         |         |
| Боен кон                                     | War Horse                                     | 6         |         |
| Потомците                                    | The Descendants                               | 5         | 1       |
| Мъжете, които мразеха жените                 | The Girl with the Dragon Tattoo               | 5         | 1       |
| Южнячки                                      | The Help                                      | 4         | 1       |
| Полунощ в Париж                              | Midnight in Paris                             | 4         | 1       |
| Албърт Нобс                                  | Albert Nobbs                                  | 3         |         |
| Хари Потър и Даровете на Смъртта: Втора част | Harry Potter and the Deathly Hallows – Part 2 | 3         |         |
| Дама, поп, асо, шпионин                      | Tinker Tailor Soldier Spy                     | 3         |         |
| Трансформърс 3                               | Transformers: Dark of the Moon                | 3         |         |
| Дървото на живота                            | The Tree of Life                              | 3         |         |
| Шаферки                                      | Bridesmaids                                   | 2         |         |
| Ужасно силно и адски близо                   | Extremely Loud and Incredibly Close           | 2         |         |
| Желязната лейди                              | The Iron Lady                                 | 2         | 2       |
| Моята седмица с Мерилин                      | My Week with Marilyn                          | 2         |         |
| Раздяла                                      | جدایی نادر از سیمین                           | 2         | 1       |